# Acacia willdenowiana
Acacia willdenowiana är en ärtväxtart som beskrevs av Wendl. Acacia willdenowiana ingår i släktet akacior, och familjen ärtväxter. Inga underarter finns listade i Catalogue of Life.